# Іпатій (архімандрит)
Іпатій (1780 — бл. 1850) — архімандрит Російської православної церкви.

## Життєпис
Народився 1780 року. Після закінчення курсу навчання в Києво-Могилянській духовній академії був висвячений на диякона, а через два роки на священника.

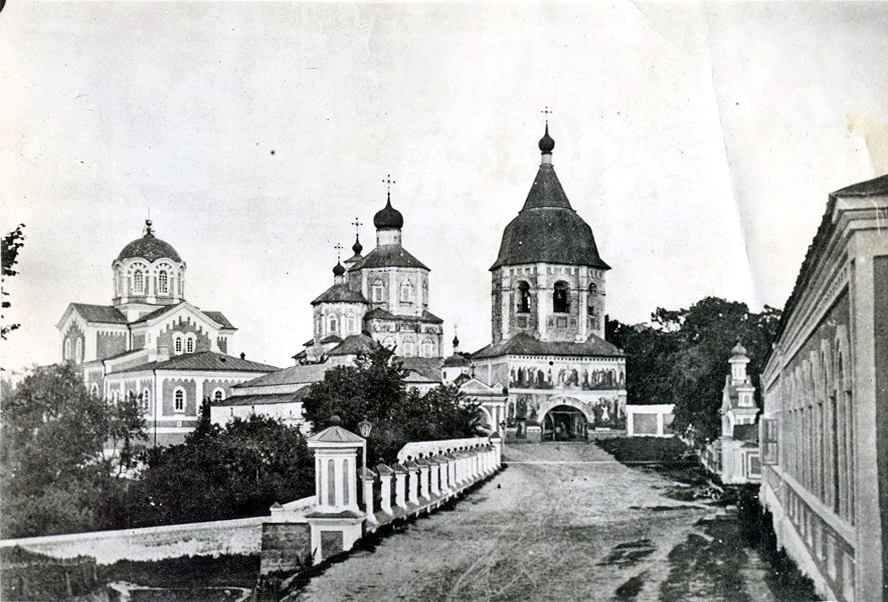
Молченський монастир до Більшовицького перевороту

З 1813 по 1831 рік, перебуваючи «вчителем оспощеплення», він зробив щеплення від віспи понад 20 тисячам дітей. За це Височайше був відзначений грошовою нагородою, зведений у протоієреї і отримав золоту медаль від Імператорського людинолюбного товариства.
З 1828 року, після звільнення з єпархіальної служби, був економом Курської духовної семінарії, потім Курського архієрейського будинку; 21 листопада 1831 року прийняв чернецтво.
У 1833 році Іпатій був призначений будівельником у Знам'янський монастир в Обоянському повіті, з виробництвом в ігумени. У 1834 році посвячений в архімандрита Білоградського Миколаївського монастиря; потім переведений знову в Обоянський, а в 1840 в Путивльський Молчанський (Молченський) монастир.
В 1849 батько Іпатій, за власним проханням, за слабкістю здоров'я, був звільнений від обов'язків настоятеля і незабаром помер.